# Calais speciosus
Calais speciosus is een keversoort uit de familie van de kniptorren (Elateridae). De wetenschappelijke naam is gepubliceerd in 1767 door Linnaeus.